# Pneumatic Carriage Company
Pneumatic Carriage Company war ein US-amerikanischer Hersteller von Automobilen.

## Unternehmensgeschichte
Das Unternehmen wurde 1895 gegründet. Der Sitz war in New York City. Für die Produktion wurde ein Werk der American Wheelock Engine Company in Worcester in Massachusetts genutzt. A. H. Hoadley war Präsident. 1896 begann die Produktion von Automobilen. Der Markenname lautete Pneumatic. 1899 endete die Produktion.
Eine Quelle gibt an, dass es 1899 noch zu einer Umfirmierung in New York Auto Truck Company kam.

## Fahrzeuge
Das erste Fahrzeug nahm am 31. Oktober 1896 an einer Parade in Worcester teil. Die Holzfelgen mit Gummibereifung waren vorne 30 Zoll und hinten 42 Zoll groß. Der Aufbau war ein offener Sechssitzer. Das Leergewicht betrug rund 1225 kg. Besonderheit war der Motor, der mit Druckluft betrieben wurde. Die Reichweite war mit 32 km angegeben, und die Höchstgeschwindigkeit mit 24 km/h.
1899 gab es Pläne für die Betreibung einer Buslinie.